# Siaka Stevens
Siaka Probyn Stevens (ur. 24 sierpnia 1905 w Moyambie, zm. 29 maja 1988 we Freetown) – premier, a następnie prezydent Sierra Leone.

## Wczesne lata
Stevens urodził się 24 sierpnia w Moyambie w Południowej Prowincji. Ukończył średnią szkołę (Albert Academy in Freetown) przed wstąpieniem do policji. W latach 1923–1930 awansował do rangi First Class Sergeant (sierżanta I klasy) i Musketry Instructor (instruktora strzelania). Od 1931 do 1946 pomagał w budowie Sierra Leone Development Company (DELCO). W 1947 studiował labour relations (stosunki pracy) w Ruskin College

## Kariera
W 1951 założył Sierra Leone People's Party (Ludową Partię Sierra Leone) i został wybrany do Rady Prawodawczej. Rok później został pierwszym ministrem Sierra Leone.
Po nieporozumieniach z przewodniczącym SLPP sformował nową partię – People's National Party (Narodową Partię Ludową), której był pierwszym sekretarzem generalnym. W 1959 brał udział w rozmowach w sprawie niepodległości odbywających się w Londynie. Po zakończeniu rozmów, jako jedyny odmówił podpisania tajnego paktu obronnego między Sierra Leone, a Zjednoczonym Królestwem. Przez ten fakt został usunięty z partii. Założył wtedy All People's Congress (Kongres Powszechny).